# Université Beykent
L’université Beykent (turc : Beykent Üniversitesi) est une université privée fondée en 1997 et située à Istanbul, en Turquie.

## Organisation

### Facultés
- Faculté de droit
- Faculté de communication
- Faculté de médecine
- Faculté de médecine dentaire
- Faculté des arts et sciences
- Faculté des beaux arts
- Faculté de sciences économiques et de gestion
- Faculté d'ingénierie et d'Architecture

## Campus
- Beylikdüzü
- Sarıyer
- Taksim